# Maison Rutherford
La maison Rutherford (en anglais : Rutherford House) est une maison et un musée située dans le quartier Strathcona d'Edmonton. La maison a servi de résidence pour le tout premier ministre de l'Alberta, Alexander Cameron Rutherford entre 1911 et 1940. Elle est depuis 1974 un site historique provincial de l'Alberta.

## Aperçu
La maison Rutherford a été construite par Alexander Cameron Rutherford en 1911 sur un grand terrain dans l'ancienne ville de Strathcona, près du campus de l'Université de l'Alberta, pour 25 000 $. La résidence, initialement appelée Achnacarry par la famille Rutherford, d'après leur château ancestral en Écosse. En 1966, la maison a été désignée pour être démolie alors que l'Université de l'Alberta préparait des plans d'agrandissement. La sauvegarde de la structure est rapidement devenue une préoccupation publique. Le University Women's Club a joué un rôle clé dans la sauvegarde de cette ressource historique et en 1970, le gouvernement de l'Alberta a annoncé sa décision de préserver la maison. La maison Rutherford est exploitée par Alberta Culture and Community Spirit, Historic Sites and Museums Branch et est assistée par les Friends of Rutherford House, une société caritative à but non lucratif créée en 1985 pour aider la province à préserver et à présenter ce site historique.

## Architecture
La structure à deux étages présente des motifs élisabéthains et jacobéens, avec un extérieur en briques rouges avec des garnitures en grès, de hautes cheminées, des porches à colonnes et des baies vitrées à deux étages. L'intérieur de la maison Rutherford a été conçu pour servir à la fois de résidence et de réception, avec des plafonds de 3,4 m de haut et un grand escalier central détaillé en chêne, avec des panneaux en chêne et une lucarne en vitrail . La salle à manger est la plus grande pièce de la maison avec 33 m2   avec une baie vitrée de 3,7 m avec lambris en sapin et poutres décoratives au plafond en sapin.

### Histoire

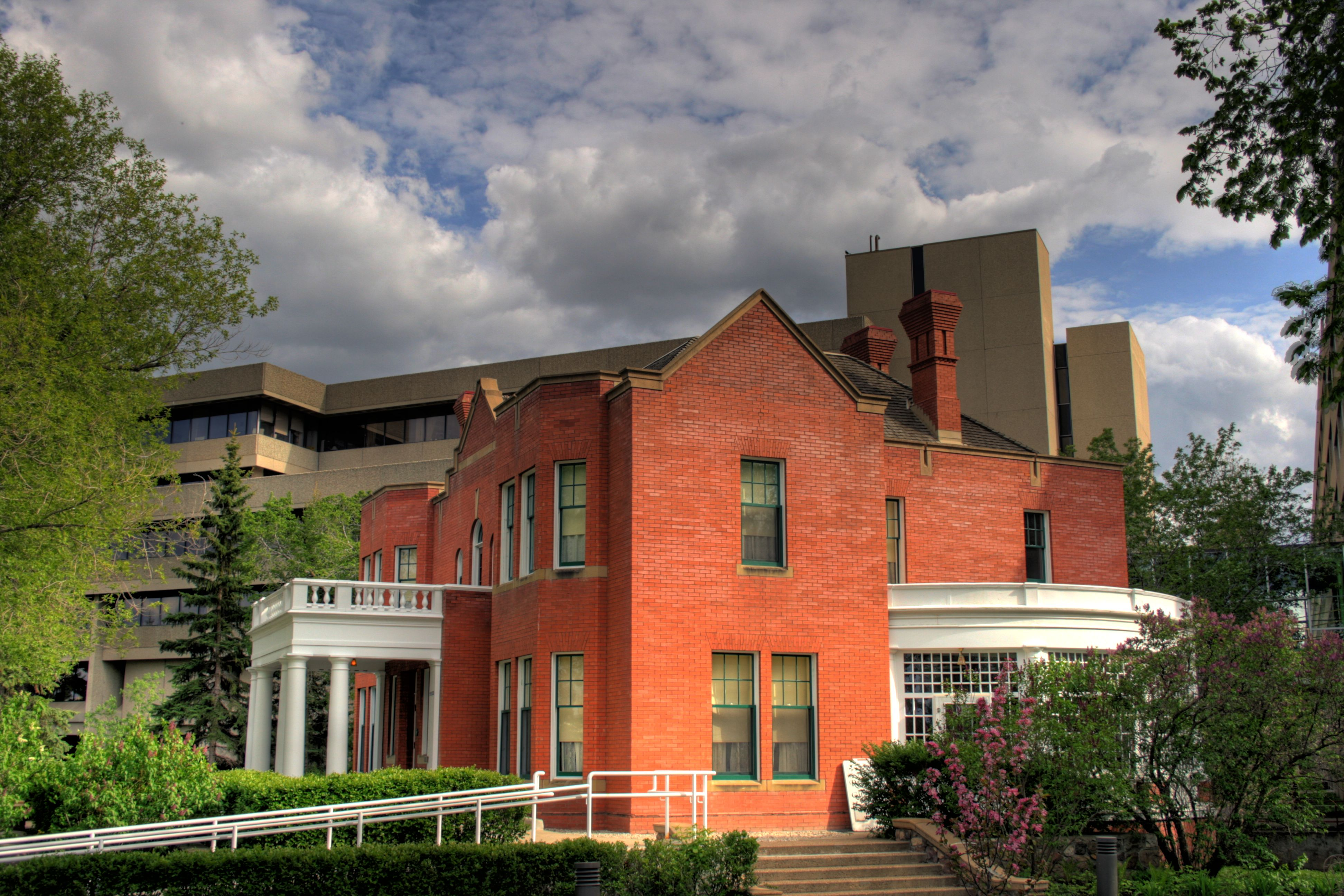
La maison Rutherford vue de l'ouest

Le 29 mai 1909, Alexander Cameron Rutherford devient propriétaire du lot actuellement occupé par la maison Rutherford. Rutherford a acheté le terrain à Laurent Garneau. un éminent homme d’affaires métis. La description de lui sur le titre de propriété du certificat indique « un gentleman de Strathcona ».  À la fin de 1909, les plans de la maison ont été élaborés par le cabinet AG Wilson et DE Herrald,,  des architectes et ingénieurs civils formés en Grande-Bretagne, et les travaux d'excavation ont été réalisés par les entrepreneurs de Strathcona James Smith et J.T. Radford. Au cours du printemps 1910 suivant, Thomas Richards, un autre entrepreneur et maître maçon de Strathcona, prépara les fondations, qui furent coulées à la fin du mois de mai 1910. Les doubles murs de briques ont été construits au cours de l'été 1910, une partie des travaux ayant été réalisée par Thomas Richards lui-même. Les travaux sur l'élégant intérieur en bois dur se poursuivirent pendant l'hiver, la maison étant prête à être occupée en février 1911. La maison Rutherford, une fois achevée en 1911, possédait un certain nombre de caractéristiques modernes, notamment l'eau chaude courante, l'éclairage électrique, des toilettes à chasse d'eau et des téléphones.

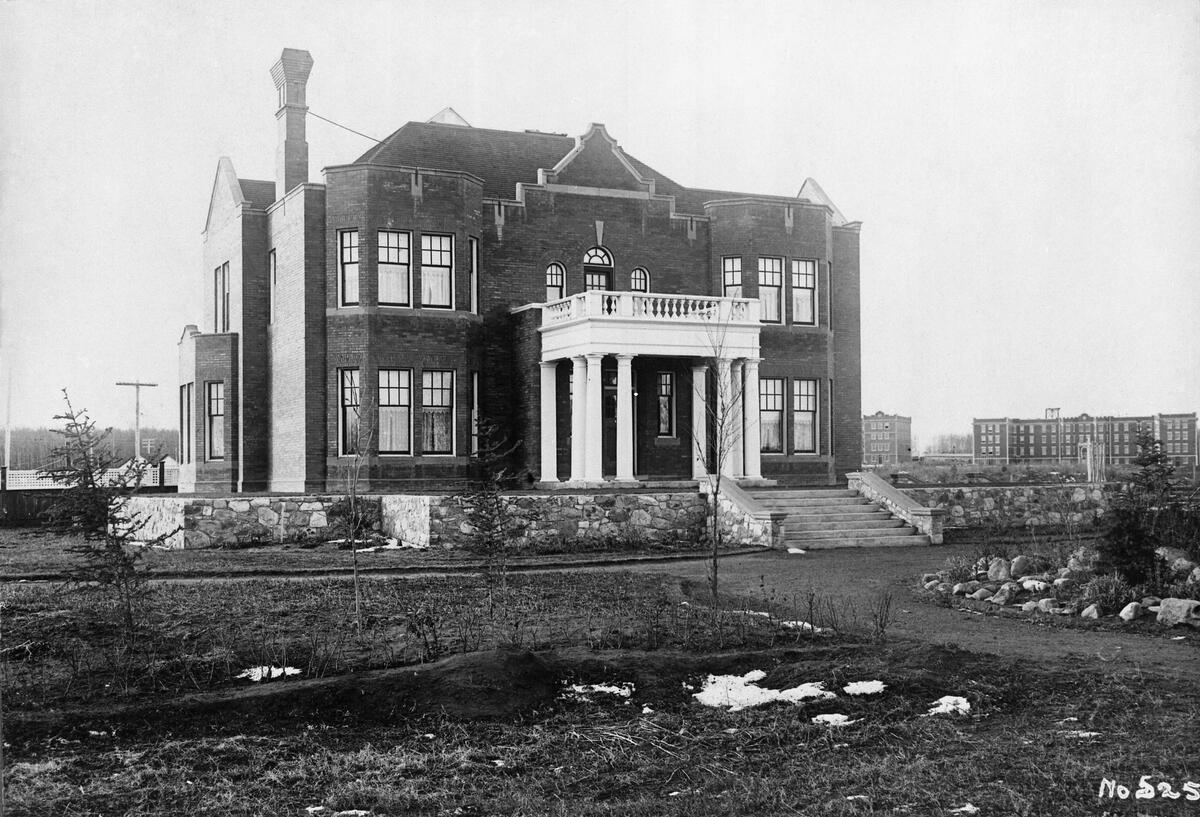
Maison Rutherford en 1913

La famille Rutherford, comprenant quatre personnes, dont Alexander Cameron Rutherford, Mattie Birkett Rutherford, Cecil Alexander Rutherford et Hazel Elizabeth Rutherford, a emménagé à la fin du mois de mars 1911. Les Rutherford ont occupé la maison jusqu'en septembre 1940, date à laquelle Mattie Birkett Rutherford est décédée le 13 septembre 1940. En juin 1941, la maison Rutherford fut vendue par Alexander à la fraternité de l'Université de l'Alberta – Delta Upsilon, pour 9 500 $. correspondant au coût de construction,.
Entre 1941 et 1969, la maison était occupée par des membres de la fraternité Delta Upsilon. Ed Bate fut le premier membre à vivre dans la maison, emménageant à la fin des années 1940 pour servir de gardien de la maison. Il épousa plus tard Ruth McCuaig, l'une des petites-filles de Rutherford. Environ vingt à vingt-cinq membres occupaient la maison tout au long de l’année. Parmi les centaines d'anciens élèves de Delta Upsilon qui ont élu domicile à Rutherford House figurent plusieurs personnalités remarquables, dont Peter Lougheed, futur premier ministre de l'Alberta,.
La fraternité Delta Upsilon a quitté la maison en 1969, après son expropriation par l'Université de l'Alberta en 1968. Le conseil des gouverneurs de l'Université de l'Alberta a accepté de louer la maison au gouvernement de l'Alberta pour quarante ans à la fin de 1970, à la suite d'un accord avec le ministre des Travaux publics Albert W. Ludwig, à la suite d'une campagne réussie de préservation en tant que site historique par le University of Alberta Women's Club, y compris l'aide du Women's Canadian Club, de la Northern Alberta Pioneers and Old Timers Association, de la Historical Society of Alberta, de l'Edmonton Historical Board, du Provincial Museum et de la ville d'Edmonton.
Le lieu historique provincial de la maison Rutherford a ouvert ses portes au public le 11 mai 1974 après trois ans de restauration.

## Société des amis de Rutherford House
La société a été créée le 22 avril 1985 en tant qu’organisme de bienfaisance enregistré. Son mandat est d'aider à la préservation et à la promotion de Rutherford House en tant que site historique important, en collectant des fonds et en offrant au public des occasions d'en apprendre davantage sur l'histoire culturelle, sociale et politique de l'Alberta. Jusqu'au milieu des années 2010, il gérait un salon de thé appelé Arbour Restaurant ou Arbour Room ainsi qu'une petite boutique de souvenirs (actuellement exploitée par le musée) et coordonnait toutes les réservations de fonctions privées après les heures d'ouverture.

## Remarques
1. ↑  biography of Garneau

## Sources
- Ressources relatives à l'architecture :   - Alberta Register of Historic Places
  - Répertoire canadien des lieux patrimoniaux
- Ressource relative à la géographie :   - Base de données toponymiques du Canada
- (en) Douglas R. Babcock, A gentleman of Strathcona: Alexander Cameron Rutherford, Calgary, Alberta, The University of Calgary Press, 1989 (ISBN 0-919813-65-8, lire en ligne )